# Spangen (televisieserie)
Spangen is een Nederlandse politieserie die speelde van 1999 tot en met 2006. Hoofdrollen waren voor Linda de Mol als rechercheur Nicky Spoor en Monique van de Ven als inspecteur Sylvia Richter.

## Onderwerpen en karakters
In de Rotterdamse wijk Spangen krijgen Spoor en Richter te maken met zaken als mensensmokkel in de haven, kinderdiefstal, fraude en moord. De twee worden geacht nauw samen te werken, maar dat gaat niet altijd even soepel.
Karakterverschillen maken dat zij nogal eens van mening verschillen over de aanpak van een zaak. Hun rechtvaardigheidsgevoel en het feit dat ze in een mannenwereld moeten opereren maken echter dat er gaandeweg een steeds sterkere band ontstaat.
Op 6 november 2006 zond NPO 1 de laatste aflevering uit van Spangen. Op 3 september 2007 is de TROS gestart met Flikken Maastricht. In 2016 en 2024/2025 wordt de gehele serie opnieuw uitgezonden door RTL Crime.

## Rolverdeling per seizoen
Legenda
 = Hoofdrol
 = Bijrol
 = Geen rol
* In cursief zijn eerdere functies
| Acteur                                   | Personage       | Aantal afleveringen | Aantal afleveringen | Aantal afleveringen | Aantal afleveringen | Aantal afleveringen | Aantal afleveringen |
| Acteur                                   | Personage       | S1                  | S2&3                | S4                  | S5                  | S6                  | Totaal              |
| ---------------------------------------- | --------------- | ------------------- | ------------------- | ------------------- | ------------------- | ------------------- | ------------------- |
| Monique van de Ven                       | Sylvia Richter  | 12                  | 13                  | 7                   | 8                   | 10                  | 50                  |
| Linda de Mol                             | Nicky Spoor     | 12                  | 13                  | 7                   | 8                   | 10                  | 50                  |
| Tom Jansen                               | Jaap Stam       | 12                  | 13                  | 7                   | 8                   | 10                  | 50                  |
| Ruben Lürsen                             | Robin de Wolf   | 12                  | 13                  | 7                   | 8                   | 10                  | 50                  |
| Mike Libanon                             | Thomas Samuels  | 12                  | 13                  | 7                   | 8                   | 10                  | 50                  |
| Victor Löw                               | Arthur Dales    |                     | 12                  | 5                   | 2                   | 5                   | 24                  |
| Gwen Eckhaus                             | Mo              | 5                   | 11                  | 2                   | 3                   | 5                   | 25                  |
| Viggo Waas                               | Ron Sterling    |                     | 11                  | 5                   |                     |                     | 16                  |
| Lucas Dietens (S3) Lukas Dijkema (S4-S6) | Maassen         |                     | 3                   | 7                   | 5                   | 9                   | 24                  |
| Michiel Huisman                          | Pelle           | 3                   | 8                   | 1                   | 2                   | 6                   | 20                  |
| Dieter Troubleyn                         | Jim             |                     |                     |                     | 6                   | 5                   | 11                  |
| Herman Frank                             | Rudie Jense     | 7                   |                     |                     |                     |                     | 7                   |
| Theo Pont                                | Peter de Zwaan  |                     | 5                   |                     |                     |                     | 5                   |
| Jeroen Willems                           | Ferry           | 4                   |                     |                     |                     |                     | 4                   |
| Hans Hoes                                | Chris Voerman   |                     | 4                   |                     |                     |                     | 4                   |
| Guus van de Made                         | Wachtcommandant |                     | 4                   |                     |                     |                     | 4                   |
| Leopold Witte                            | Harold Manté    | 3                   |                     |                     |                     |                     | 3                   |
| Rudolf Lucieer                           | Emiel Schneider |                     | 3                   |                     |                     |                     | 3                   |

## Afleveringen

### Seizoen 1
1. Grensgeval  (15 januari 1999)
2. Knock out  (22 januari 1999)
3. Kinderwerk  (29 januari 1999)
4. Mooie Max  (5 februari 1999)
5. Foute vrienden  (12 februari 1999)
6. Het mes op de keel  (19 februari 1999)
7. Schuld  (26 februari 1999)
8. Angst  (5 maart 1999)
9. Blufpoker  (12 maart 1999)
10. Tripp  (19 maart 1999)
11. Rio  (26 maart 1999)
12. Geen verzet  (2 april 1999)

### Seizoen 2
1. (13) Verloren onschuld  (18 maart 2001)
2. (14) Wroeging  (25 maart 2001)
3. (15) Waanzin  (1 april 2001)
4. (16) Verwantschap  (8 april 2001)
5. (17) Confrontatie  (15 april 2001)
6. (18) Rekenschap  (22 april 2001)

### Seizoen 3
1. (19) Schuld  (29 april 2001)
2. (20) Geloof  (6 mei 2001)
3. (21) Meisjes  (13 mei 2001)
4. (22) Bibicam  (20 mei 2001)
5. (23) Verdoving  (27 mei 2001)
6. (24) Verraad  (3 juni 2001)
7. (25) Verlangen  (10 juni 2001)

### Seizoen 4
1. (26) Wraak  (14 april 2002)
2. (27) Jongetjes  (21 april 2002)
3. (28) Verblinding  (28 april 2002)
4. (29) Dodelijke liefde  (12 mei 2002)
5. (30) Rijk-dom  (19 mei 2002)
6. (31) Schande  (26 mei 2002)
7. (32) Boete  (2 juni 2002)

### Seizoen 5
1. (33) Hoogmoed  (16 december 2003)
2. (34) Wasdom  (23 december 2003)
3. (35) Scheuren  (29 december 2003)
4. (36) Muiterij  (6 januari 2004)
5. (37) Geweten  (13 januari 2004)
6. (38) Explosief  (20 januari 2004)
7. (39) Wantrouwen  (27 januari 2004)
8. (40) Genoegdoening  (3 februari 2004)
9. (41) Vriendschap  (4 september 2006)
10. (42) Oude liefde  (11 september 2006)

### Seizoen 6
1. (43) Opruimen  (18 september 2006)
2. (44) Overlast  (25 september 2006)
3. (45) Opvang  (2 oktober 2006)
4. (46) Chantage  (9 oktober 2006)
5. (47) Huiselijk geweld  (16 oktober 2006)
6. (48) Borderline  (23 oktober 2006)
7. (49) Hoog spel  (30 oktober 2006)
8. (50) Finale  (6 november 2006)